# Ноуми
Ноуми (енгл. The Bromeliad) је назив трилогије књига коју је написао Тери Прачет:
- Камионци (енгл. Truckers) 1990.
- Булдожерци (енгл. Diggers) 1991.
- Крилци 1991.

## Радња
Ноуми су патуљаст народ који одликује брзина и сналажљивост у свету људи. Различита племена су се прилагодила на различите услове живота и тако успевају да преживе дуги низ година. Међутим, како су се генерације смењивале, ноуми заборављају своје право, ванземаљско порекло. На то их подсећа њихов компјутер, који је одједном прорадио, а који су они чували и преносили са колена на колено као најобичнији фетиш и не знајући шта он заиста представља. Уморни од сталног трагања за сигурним уточиштем за које полако увиђају да не постоји, Ноуми одлучују да се врате кући, међу звезде. Међутим, за то је потребно много храбрости, али и превозних средстава које морају да украду од људи. Ове три књиге су прича о авантурама које само патуљаст народ може да има и о њиховом повратку дому.

## Тема
Енглески назив за главне ликове у књизи - „The Bromeliad“ је настао из назива биљке бромелије у којој једна мала врста жаба проводи читав свој животни век. Овај мотив се „провлачи“ кроз радњу књиге.
Прачетова новела „The Carpet People“ коју је написао у периоду од 1971. до 1992. је такође у вези са патуљастим народом, још мањим од Ноума, али та књига нема никакве везе са овом трилогијом. 
Што се евентуалног наставка тиче, Прачет је изјавио да ће можда написати још неку књигу о Ноумима.

## Цитати
Постоји, знаш, то место, зове се Јужнамерика. Има брда где је вруће и стално пада киша, а шуме су веома велике и дрвеће огромно високо, а на највишим гранама постоје велики велики цветови који се зову бромелиде у којима се задржава вода од кише и прави као језерце у којима има једна врста жабица које полажу јаја у ту воду и пуноглавци се излежу и одрастају и буду нове жабе, а свака таква жабица одрасте и проведе цео-целцијати живот у једном цвету бромелиде, а никад не сазна да постоји тле нити да је свет пун таквих случајева, ал‘ ја сад то знам и зато никад нећу моћи да их гледам, а онда да гледам тебе, а ти хоћеш да ја дођем и да живим с тобом у рупи и да ти перем чарапе!